# Alain Crépin
Alain Crepin (Mettet, 28 februari 1954) is een Belgisch componist, muziekpedagoog en dirigent.

## Levensloop
Alain Crepin begon zijn studies voor saxofoon, cello en piano aan de Muziekacademie van Dinant. Hij studeerde aan het Koninklijk Conservatorium Brussel, onder andere bij François Daneels saxofoon alsook instrumentatie en orkestdirectie bij Roland Cardon, Yvon Ducène alsook fuga bij Jacques Leduc met grote onderscheiding.
Van 1975 tot 1981 was hij solo saxofonist in het Muziekkorps van de Rijkswacht (Gendamerie) en van 1981 tot 1983 werkte hij eveneens als saxofonist in het Groot Harmonieorkest van de Belgische Gidsen in Brussel. In 1984 werd hij dirigent van het harmonieorkest Chasseurs Ardennais. In 1985 werd hij tot dirigent van de Koninklijke Muziekkapel van de Belgische Luchtmacht benoemd.
Eveneens en vanzelfsprekend werkte hij in het befaamde saxofoonkwartet van Dinant mee. Van 1986 tot 1997 was hij vicepresident van de International Association for the Promotion of the Saxophone. In 1998 werd hij in het bestuur van de Saxophonist-Association in Parijs beroepen. Hij was ook docent voor saxofoon aan de universiteit van Gap, Frankrijk alsook in Alicante, Spanje. Sinds 1981 is hij professor voor saxofoon aan het Koninklijke Muziek-Conservatorium te Brussel.
Als componist schreef hij talrijke werken voor harmonie- en fanfareorkest.

## Composities

### Werken voor harmonie- en fanfareorkest
- 1989 Suite Tastevinesque, voor harmonieorkest
- 1991 Relâche
- 1991 Temptations
- 2008 Marche de l'Ecole Royal des Sous-Officiers
- 150 ans plus tard (Cercle Royal Musical d'Aubange (B))
- 200th Jubilee march
- Ad Multos Annos
- Air d'automne
- Aircodos
- Atmosphères
- A Tribute to Sax for Alto Saxophone and Band
- Balade en Périgord
- Bayaderie
- Bij ons in Kee Bie
- C.Q.F.D.
- De 3 à 1000
- Diversions, voor saxofoonkwartet en harmonieorkest
- Emotions
- Enjoy your Life
- Equinoxe
- Falcon and wolf
- Friendship's Hymn
- Fusions Majeures
  1. Prelude & Allegro
  2. Moderato
  3. Maestoso & Allegro
- Gauloiseries
- Greetings from Jersey
  1. Bouley Bay
  2. Rozel Bay
  3. St Hélier
- Hacherade
- Honor and gallantry
- In the Sky of Wincrange
- La Légende de Rolende
- Le Beau levant
- Le voyage d'Hadrien
- Lean on the ground
- Les cuirassiers
- Marche de l'Eso
- Millénaire 3
- Muziek voor een prinselijke geboorte, opgedragen aan Prinses Elisabeth van België,[1]
- Night before
- Notes en Rag
- Rencontres
- Poire Belle Helene
- Polichinelle
- Proud to serve
- Relache
- Rencontres
- Rhapsody for Berlare
- Running in the Croix-Scaille
- Saffraanberg Erso KSO
- Sax for two[2]
- Sax in the city, voor altsaxofoon en harmonieorkest
- Saxflight, voor altsaxofoon en harmonieorkest
- Saxs en parallèle, voor saxofoon-ensemble solo en harmonieorkest
- Silhouette, voor tenorsaxofoon (of baritonsaxofoon) en harmonieorkest
- Sunray
- Synergies
- Taïaut-Taïaut
- Temptations
- The white Bison
- Towards success
- Up to Quality

### Missen
- Messe Universelle, voor harmonieorkest
  1. Entrée
  2. Méditation
  3. Offertoire
  4. Communion
  5. Sortie

### Kamermuziek
- Ballade en terres rouges, voor saxofoon-ensemble
- Céline Mandarine, voor saxofoon en piano
- Colin malin, voor dwarsfluit (of saxofoon) en piano
- Conférences, voor dwarsfluit (of fagot) en piano
- Dinant la voix cuivrée, voor saxofoon-ensemble
- Divertimento 1575, voor saxofoon-ensemble
- Greensleeves, voor saxofoon-ensemble
- L'Eléphant et la poupée, voor altsaxofoon (of tenorsaxofoon) en piano
- La Ronde du meunier, voor eufonium en piano
- Le Gâteau De Marie, voor saxofoon en piano
- Le Lapin de Jean-Gilles, voor trombone en piano
- Les Jeux de panda, voor altsaxofoon en piano
- Les Marches du kiosque, voor trombone en piano
- Marées, voor altsaxofoon (of tenorsaxofoon) en piano
- Mise à sax, voor saxofoon-ensemble
- Nuits Blanches, voor saxofoon en piano
- Premièr envol, voor altviool (of dwarsfluit) en piano
- Progression, voor saxofoon en piano
- Promenade équestre, voor saxofoon en piano
- Quatmospheres, voor saxofoonkwartet
- Rocambole et crépinette, voor altviool en piano
- Résonance, voor trompet en piano
- Résonnances, voor saxofoon en piano
- Silhouette, voor cello (of tenor- of baritonsaxofoon) en piano
- Strong Breeze
- Voyage d'Adrien, voor trombone (of eufonium) en piano
- Soleil d'Hiver, voor dwarsfluit en piano